# Уайтменіт
Уайтменіт (англ. wightmanite; нім. Wightmanit m) — мінерал, магніїстий борат.
Названий за прізвищем американського підприємця Р. Уайтмена (Вайтмена) (R.Wightman), J.Murdoch, 1962.

## Опис
Хімічна формула:
- 1. За Є. Лазаренком: Mg9[(OH)6BO3]2•2H2O.
- 2. За К.Фреєм: Mg5(BO3)О(OH)5•2H2O.
- 3. За «Fleischer's Glossary» (2004): Mg5(BO3)O(OH)4•2(H2O).

Містить у % (Крестмор, США): MgO — 57,8; B2O3 — 12,2; H2O — 21,5. Домішки: CaO, FeO, Al2O3, TiO2, F, Cl.
Сингонія триклінна (моноклінна, псевдогексагональна) (?). Форми виділення: призматичні, псевдогексагональні кристали, пучкові аґреґати. Спайність по (010) досконала, по (100) ясна. Густина 2,59. Тв. 5,5-6,0. Безбарвний, зеленуватий. Блиск скляний.

## Поширення
Зустрічається разом з флюоритом, людвігітом у доломіті. Знайдений у кальцит-доломітовій породі родов. Крестмор (штат Каліфорнія, США).